# 共同但有区别的责任原则
共同但有区别的责任原則（CBDR）是1992年在里约热内卢地球峰会上《联合国气候变化框架公约》（UNFCCC）正式确立的一项原则。 《联合国气候变化框架公约》第3条第1款以及第4条第1款提到了該原则。这是第一份应对气候变化的国际法律文书，也是国际社会为应对全球环境影响所做的最全面的尝试。 該原则承认各国对解决环境破坏問題负有共同义务，但不认為各国在环境保护方面负有同等责任。
在地球峰会上，各国承认发达国家与发展中国家之间存在经济发展差距。发达国家的工业化进程比发展中国家早得多。該原則是基于工业化与气候变化之间的关系而提出的。一个国家工业化程度越高，对气候变化的責任就應該越大。各国一致认为，发达国家对环境造成傷害比发展中国家更大，应为减缓气候变化承担更大的责任。因此，該原则可以說是建立在污染者自付原則的基础上，其中对气候变化的历史責任和各自应对气候变化的能力成为衡量环境保护责任的指标。
該原則起源于1949年《建立美洲热带金枪鱼委员会公约》 中“共同关切”的概念和1982年《联合国海洋法公约》 中“人类共同遗产”的概念。

## 目标
一般而言，缔结差别待遇有三个目标：在公正的框架内实现实质性平等、促进国家之间的合作以及激励国家履行其义务。 
地球峰会确立了共同但有区别的责任原则，向世界宣告污染不分疆界，环境保护需要通过合作的方式实现。1992年《联合国气候变化框架公约》第3条第1款规定：“各缔约方应当在公平的基础上，并根据它们共同但有区别的责任和各自的能力，为人类当代和后代的利益保护气候系统。因此，发达国家缔约方应当率先对付气候变化及其不利影响。” 

## 背景
該原則并不是国际协议中第一个对各国实行差别待遇的规定。还有其他一些议定书和协议也采用了差别待遇的原则：
- 京都议定书
- 巴黎协定
- 关于消耗臭氧层物质的蒙特利尔议定书（蒙特利尔议定书）
- 华盛顿海军条约
- 1979年关税与贸易总协定第四部分[9]
- 1972年《联合国人类环境会议宣言》第23条原则[10]

## 批评
时任美国气候变化特使托德·斯特恩在达特茅斯学院2012年毕业典礼致辞中表示，世界不能再出现两类截然不同的国家，它们在缓解气候变化方面承担不同的责任。各国应该遵循连续的差异化，即根据本国的情况、能力和责任采取有力的行动。他强调，减少碳排放的责任应由所有国家共同承担，而不是由一些国家承担大部分。
有意見认为，“有区别”一词的含义可能有问题，因为每项协议都是有区别的。另外，共同但有区别的责任原則“既不具有普遍性，也非不证自明”。另有指很难确定該原則是否屬於具体的习惯规范。
拉瓦尼亚·拉贾马尼认为，发展中国家将拥有不公平的经济优势，因为它们沒有发达国家所面临的同样限制。如果没有发展中国家的参与，气候变化条约就不会有效。美国认为发展中国家没有尽力履行应对气候变化问题的“共同责任”。然而，发展中国家表示，它们的碳排放对于其生存至关重要，而发达国家的碳排放则是“奢侈排放”。
《巴黎协定》摆脱了此前对工业化国家与发展中国家进行严格划分的模式。根据《京都议定书》等先前的协议，《京都议定书》缔约方對附件一国家和附件二国家有严格区分，并决定了各国的责任。工业化国家（附件 1）必须遵守严格的排放限制，而其他国家则不必。根据《巴黎协定》，各国应根据本国国情作出自主贡献，随着国情变化，责任也随之变化。